# سوق البدو (بئر السبع)

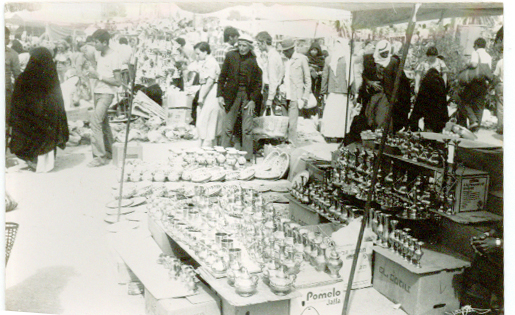
السوق البدوي في أوائل السبعينيات من القرن 20.

سوق البدو سوق تجاريّ تاريخي مقره مدينة بئر السبع. كان السوق فعّالًا منذ عام 1905، صدر قرار بإغلاقه في العام 2017 من قبل بلدية بئر السبع بعد مرور 112 عام على نشاطه، وأعيد افتتاحه بعد عامَيْن في 2019 في قرية شقيب السلام.

## تاريخ
كان بدو النقب حتى إقامة مدينة بئر السبع عام 1900، يتاجرون بشكل أساسي مع غزة، ويتردّدون على غزة، وخان يونس، ورفح، والعريش في الأيام التي تنعقد فيها الأسواق في هذه البلدات. أسّس الأتراك، الذين أرادوا السيطرة على البدو في المنطقة، من أجل المحافظة على النظام في الصحراء، وكي يتمكنوا من جباية الضرائب من سكانها، مدينةَ بئر السبع في مكان استراتيجي يقع على عدة طرق تجارية مهمة، وأخذوا بعين الاعتبار حدود العشائر البدوية في المنطقة عند تحديد موقع المدينة. تقع المدينة بين حدود أراضي العزازمة جنوبًا، وأراضي التياها من الشرق، وأراضي الترابين من الغرب. أوضح الأتراك للقبائل البدوية الموجودة في النقب أنهم يعارضون أي تجاوُز للحدود التي رسموها بين القبائل. أدى هذا الإجراء الذي قام به الأتراك لأول مرة إلى تقليص مجال دائرة الترحال للقبائل البدوية في المنطقة، وهكذا أصبحت بئر السبع نقطة التقاء بين القبائل. استمر حكم الأتراك في المنطقة حتى نهاية تشرين الأول/أكتوبر 1917، وكان من بين مشاريعهم البارزة من أجل البدو خلال هذه الفترة هي تأسيس السوق الأسبوعي، الذي كان يُقصد به أن يكون بديلًا لأسواق غزة، خان يونس ورفح. يجب أن يُنظر إلى هذا الإجراء، الذي أتاح للبدو الفرصة للتَّزوُّد بالمؤن الضروريّة لهم في ترحالهم من مدينة بئر السبع القريبة على أنه إجراء مهم لأنه أنقذ البدو من عناء السَّفر إلى الأسواق في غزة ومحيطها. في هذه المرحلة المبكرة من تأسيس السوق، فُصِلت "سوق المواشي" عن "سوق الخضار". انعقد السوق عدةً في أيام الأربعاء من كلّ أسبوع، وكان موضعه في المنطقة الواقعة شرقي تقاطع طريق الخليل-إيلات.
كان للسوق مكانة تجارية وإدارية هامة للسلطات العثمانية التي أرادت السيطرة على مدينة بئر السبع. اشترت السلطات العثمانية قطعة أرض من قبيلة العزازمة واختارت موقعًا محايدًا يتوسط مناطق نفوذ القبائل في المنطقة. شُيدت بجوار السوق مناطق عدة من بينها بيت السرايا، والمحكمة الشرعية، ومصلحة البريد، ومكاتب البلدية، وأقيم في مرحلة لاحقة مسجد بئر السبع الكبير.

## فترة الانتداب البريطاني (1917-1948)
أدرَك الإنجليز أن المدينة يجب أن توفر عددًا من الاحتياجات الأساسية، لكل من سكان المدينة وسكان المنطقة من القبائل البدوية. وقد أدى هذا النهج إلى تبني عدة إجراءات تهدف إلى توفير خدماتٍ عديدة للبدو في المنطقة. شكلت هذه الخطوات الأساس للخدمات التي يحصل عليها السكان البدو في منطقة بئر السبع حتى يومنا هذا. في إطار هذه السياسة تم تجديد نشاط السوق الأسبوعي. كان مكان السوق في فترة الانتداب شمال شارع الخليل في منطقة مكشوفة. خلال هذه الفترة، زاد حجم التجارة وازدادت أهمية السوق البدوي. في السنوات الممطرة، جلب البدو فائض محاصيلهم الزراعية، وماشيتهم، وكذلك التبغ والصوف، لبيعها في السوق. إنَّ بيع هذه المنتجات في السوق أتاح للبدو الحصول على عدد من المنتجات الضّروريّة لهم، مثل: السكر، والقهوة، والشاي، والأرز، والمنسوجات، والتي اعتادوا شراءها قبل ذلك في أسواق غزة، وخان يونس، وعسقلان، والفالوجة. نما سوق بئر السبع خلال هذه الفترة، وتزايد عدد البدو الذين يتاجرون فيه أكثر فأكثر. مع نموه، أصبح السوق البدوي السوق الأكثر أهمية في المنطقة، حيث قصده وباعوا فيه بضائعهم سُكَّان جبل الخليل، وغزة ومحيطها. بالإضافة إلى المنتجات الاستهلاكية الأساسية، كان من الممكن العثور في السوق في تلك السنوات على كميّاتٍ كبيرة من البضائع المُهَرَّبة، وخاصة الأفيون والحشيش، التي كانت تُهرَّب من سوريا ولبنان عبر الأردن. خلال فترة الانتداب، أدى الازدهار التجاري للسُّوق وإمكانية العمل داخلها إلى زيادة الروابط بين البدو وسكان مدينة بئر السبع.

## فترة الحكم العسكري (1948-1954)
قطعت حرب 1948 والحكم العسكري الذي نشأ بعدها مدينة بئر السبع عن البدو المحيطين بها لمدة ستة أعوام، كما انقطعت روابط بدو النقب مع سُكَّان جبل الخليل، وقطاع غزة نتيجة هذه الحرب. لقد ترك هذا الوضع الجديد، وخاصة توقف العلاقات التجارية، مع كل من بئر السبع وسكان جبل الخليل وقطاع غزة، آثارَهُ على حياة البدو في المنطقة، بل إنّهُ تسبَّب في تحركات كبيرة للبدو نحو يهودا والسامرة، ونتيجة لذلك، انخفض عددهم بشكل ملحوظ في جميع أنحاء النقب. منعت السُّلطات الإسرائيليّة البدو من دخول مدينة بئر السبع، ومنعتهم كذلك من استخدام مصادر المياه في المدينة، وحظرت عليهم الاتصال بالسكان. ومن أسباب هذا الحظر البنى التحتية المنهارة للمدينة بعد الحرب، وتناقُص عدد سكانها الذين مُنعوا من تقديم الخدمات للبدو بالشكل الذي اعتادوا عليه من قبل. أدى هذا الواقع الجديد إلى عدد من التَّغيُّرات الجذريّة في حياة البدو، يتعلّقُ أحدُها بالتّحوُّل الجذري في نظام التَّزوُّد بالمؤن. نتج هذا التحوُّل عن عدم وجود إمكانيات لشراء المنتجات واللوازم الأساسية في الأسواق كما اعتاد البدو على شرائها من قبل، ممّا أدى إلى اضطرارهم تخزين هذه المنتجات بكمِّياتٍ أكبر بكثير من ذي قبل، ولفتراتٍ طويلة. أدت هذه الضرورات الجديدة التي فُرضت على البدو إلى نُمُوّ طبقة جديدة في المجتمع البدوي هي "أصحاب محلات البقالة"، الذين كانوا يجمعون كميات كبيرة من القمح، والأرز، والشاي، والقهوة، والسكر، وغيرها، وباعوا هذه المؤن لأفراد القبيلة داخل المنطقة التي فرضت عليهم السلطات الإسرائيلية الإقامة في نطاقها.

## منذ الخمسينات حتى نهاية القرن العشرين
مع استئناف نشاط السوق البدوي عام 1954، وبعد أن سمحت السُّلطات الإسرائيلية للبدو بدخول مدينة بئر السبع من جديد خلال أيّام الخميس، ظهر "أصحاب محلات البقالة" في السوق، واشتروا كمِّيَّاتٍ كبيرة من المُنتجات لبيعها في "المحلات التجارية" في مضارب القبائل. خلال هذه الفترة، ازدهرت تجارة لحوم الإبل في السوق، والتي نشأت للتغلب على النقص في اللحوم خلال فترة التقشف. في نهاية الخمسينيات من القرن العشرين، توقفت هذه التجارة بسبب تفشي أمراض الأبقار.

بدءًا من عام 1959، كانت تُعقد التجارة في السوق البدوي يومي الاثنين والخميس. استُخدِمَ حيِّز السوق في أيام الأحد والأربعاء للتجارة بالأغراض المستعملة. مع حُلول الستينيات، نقلت البلدية السوق إلى محيط المدينة القديمة، بينما اعترض التُجَّار على هذه الخطوة. دمَجَتْ البلدية السوق البدوي مع السوق البلدي، الذي كانت نقلته من المدينة القديمة نفسها إلى مكانٍ آخر مجاور لها. في نهاية شباط عام 2017 قرَّرت بلدية بئر السبع اغلاق السوق البدوي كلِّيةً. في كانون الأول (ديسمبر) 2022، أعيد افتتاح السوق البدوي في مدينة رهط.

## قراءات إضافية
- إيتان كوهين ، بئر السبع: المدينة الرابعة، القدس: دار النشر كرمل، 2006، الفصل "بئر السبع الإسرائيلية والبدو: التعامُل مع سوق البدو كمرآة"، ص 161 - 175.
- איתן כהן, באר שבע - העיר הרביעית, ירושלים: הוצאת כרמל, 2006, הפרק "באר שבע הישראלית והבדואים: היחס לשוק הבדואי כמראה", עמ' 161–175.